# Onebala blandiella
Onebala blandiella är en fjärilsart som beskrevs av Walker 1864. Onebala blandiella ingår i släktet Onebala och familjen stävmalar. Inga underarter finns listade i Catalogue of Life.